# Anahosur, Lingsugur
Anahosur là một làng thuộc tehsil Lingsugur, huyện Raichur, bang Karnataka, Ấn Độ.